# Sępia Góra (Isergebirge)
Die Sępia Góra (deutsch: Großer Geierstein) ist ein 828 m hoher Berg im schlesischen Teil des Isergebirges in Polen. Die Sępia Góra liegt im Zackenkamm in der Gemeinde Mirsk unmittelbar östlich vom Ortskern von Świeradów-Zdrój.

## Beschreibung
Der Gipfel ist vollständig mit Nadelwald bewachsen. Auf dem Gipfel befindet sich die Felsformation Weißer Stein, von der sich ein Panorama auf den Hohen Iserkamm und ins Isergebirgsvorland bietet. Auf den Gipfel führt ein markierter Wanderweg aus dem Ortskern von Świeradów-Zdrój. Der Berg besteht aus Graniten und Gneisen sowie Quarzen.